# Roman Dmowski
Roman Stanisław Dmowski (9. srpna 1864 Varšava – 2. ledna 1939 Drozdowo) byl polský politik a státník, spoluzakladatel a ideolog polské Národní demokracie.

## Život

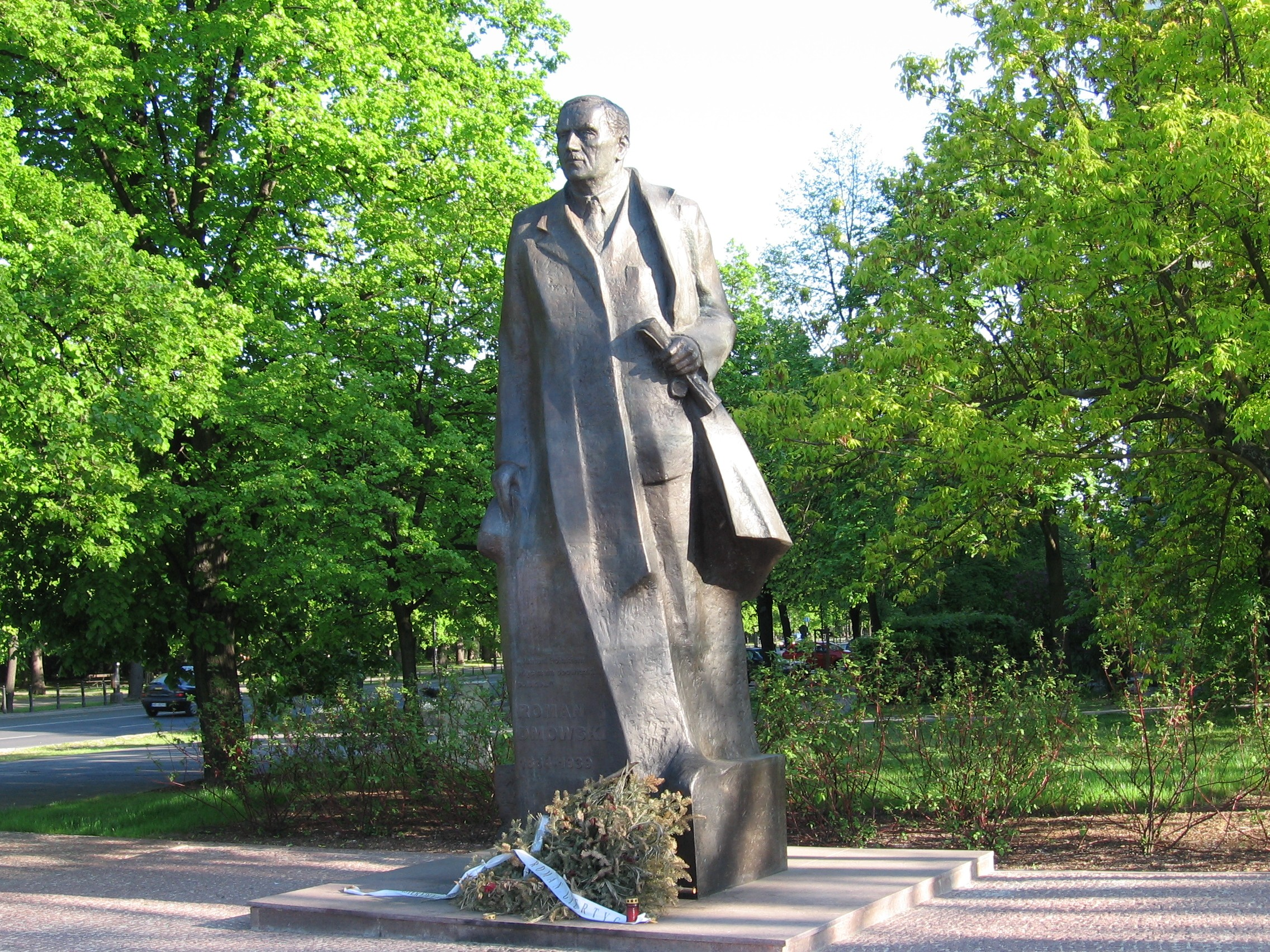
Pomník na památku Romana Dmowského

Je autorem tzv. linie Dmowského. Po první světové válce zastupoval Polsko na Pařížské mírové konferenci a za Polsko podepsal Versailleskou smlouvu.
V roce 1922 se stal čestným předsedou Všepolské mládeže a od října do prosince 1923 byl ministrem zahraničních věcí v druhé vládě Wincentyho Witose.
V listopadu 2006 byla Romanu Dmowskému odhalena ve Varšavě socha, což vyvolalo určité protesty v řadách polské levice.